# Johann Wöckherl
Johann Wöckherl (Hans Weckherl) (* um 1594 (?); † 4. Mai 1660 in Wien) war ein österreichischer Orgelbauer. Sein 1642 fertiggestelltes Instrument in der Franziskanerkirche ist die älteste spielbare Orgel Wiens, sein in den Jahren 1633–34 geschaffene Werk in Sopron die älteste erhaltene Orgel Ungarns.

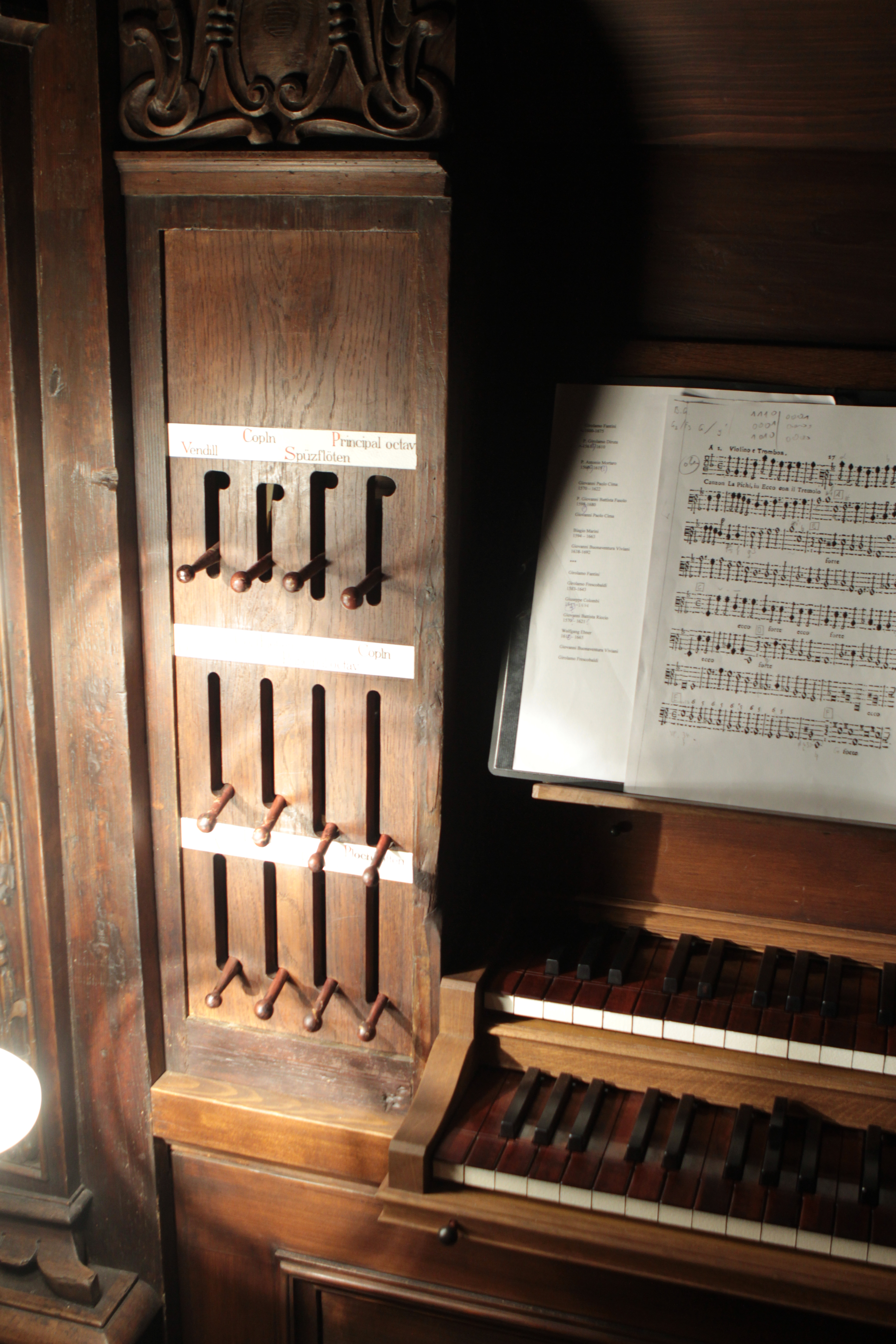
Spielanlage in Wien

## Leben
Über Herkunft und Ausbildung Weckherls gibt es bisher keine Nachrichten. Seine ersten Arbeiten sind 1628 belegt. Vor 1630 hatte er Ursula (Nachname nicht bekannt) geheiratet; die Taufe von zwei Töchtern im Stephansdom in Wien ist für 1630 und 1634 belegt. 1639 wurde er als Bürger in Wien aufgenommen. Im gleichen Jahr kaufte er ein Haus im Schottenviertel (etwa an der Stelle des heutigen Hauses Börsegasse 1). Nach dem Tod seiner ersten Frau (1649) heiratete er im selben Jahr Magdalena Thell. Weckherl starb 1660 an "Lungensucht" (Tuberkulose). Die Werkstatt wurde nach seinem Tod vom Mitarbeiter und Schwiegersohn Daniel Bauer (Baur, Paur) aus Straßburg übernommen, nach dessen Tod (1667) von Lambert Ruprecht aus Köln; sie erlosch 1679.

## Werkliste (Auswahl)
Von Hans Weckherl sind einige Neubauten in Österreich, Ungarn, Mähren und der heutigen Slowakei bekannt. Erhalten (Jahreszahlen fettgedruckt) sind die Orgeln der Franziskanerkirche in Wien, St. Georg in Sopron und das zugeschriebene Positiv in Pöllaberg (Niederösterreich) sowie Prospekte in Olmütz (Olomouc, Mähren) und Skalica (Slowakei).
| Jahr      | Ort                                           | Gebäude                               | Bild | Manuale | Register | Bemerkungen |
| --------- | --------------------------------------------- | ------------------------------------- | ---- | ------- | -------- | --- |
| 1628      | Pressburg (Bratislava), Slowakei              | Dom St. Martin und ev. Salvatorkirche |      |         |          | Reparaturen |
| 1629      | Wiener Neustadt                               | Dom                                   |      |         |          | Reparatur von großer Orgel und Chororgel |
| 1633–34   | Ödenburg (Sopron), Ungarn                     | St. Georg                             |      | I       | 9        | Zuschreibung (Monogramm H. W. und ehemals Jahreszahl 1634 an der Orgel). 2003–2008 Restaurierung und Rekonstruktion, älteste erhaltene Orgel in Ungarn |
| 1634      | Wien                                          | Hofburgkapelle                        |      | I       | 5        | Positiv, vermutlich um die Mitte des 19. Jh. nach Páty in Ungarn verschenkt, 1945 zerstört, Windlade erhalten                                          |
| 1635      | Heiligenkreuz, Niederösterreich               | Stiftskirche                          |      |         |          | Versetzung der Chororgel |
| 1636      | Wiener Neustadt                               | Dom                                   |      |         |          | Transferierung der Orgel |
| 1641–1642 | Wien                                          | Franziskanerkirche                    |      | II/P    | 20       | Neubau, älteste spielbare Orgel in Wien → Orgel |
| 1642      | Wien                                          | Augustinerkirche                      |      |         |          | Umbau |
| 1648      | Groß-Enzersdorf, Niederösterreich             | Pfarrkirche                           |      | I       | 4        | Positiv |
| 1648      | Kirnberg an der Mank, Niederösterreich        | Filialkirche Pöllaberg                |      |         |          | Zuschreibung. Positiv, seit 1753 in der Filialkirche Pöllaberg, erhalten                                                                               |
| 1648–49   | Herzogenburg, Niederösterreich                | Stiftskirche                          |      | I/P     | 7        | Positiv |
| 1649      | St. Gotthard, Niederösterreich                | Kirche                                |      |         |          | Positiv |
| 1649      | Skalitz (Skalica), Slowakei                   | Pfarrkirche St. Michael               |      |         | 16       | Zuschreibung. Prospekt erhalten, 2007 neues Werk von M. Walcker-Mayer                                                                                  |
| 1650      | Heiligenkreuz                                 | Stiftskirche                          |      |         |          | Positiv für 500 Gulden, 1683 zerstört |
| 1651      | Wien                                          | St. Michael                           |      |         |          | große Orgel, Reparatur |
| 1652      | Wien                                          | St. Michael                           |      |         |          | Reparatur der kleinen Orgel |
| 1652      | Schwarzenbach an der Gölsen, Niederösterreich | Pfarrkirche                           |      | I       | 4        | Positiv |
| 1653      | Wien                                          | St. Salvator                          |      |         |          | Neuer Subbass zum Positiv |
| 1655      | Kremsier (Kroměříž), Mähren                   | St. Mauritius                         |      | I       | 7        | Neubau eines Positivs mit Subbass 16′, seit 1844 in der St.-Anna-Kapelle in Olmütz (Olomouc, Mähren), Gehäuse erhalten                                 |
| 1658–59   | Olmütz (Olomouc), Mähren                      | Dom St. Wenzel                        |      | I       | 7        | Neubau eines Positivs mit Subbass 16′ |